# Pure Prairie League
Pure Prairie League es una banda de country rock estadounidense que contó en su formación original con el cantante y guitarrista Craig Fuller, el baterista Tom McGrail y el guitarrista de steel John David Call, todos de Waverly en el sur de Ohio. Fuller comenzó la banda en 1970 y McGrail la nombró en honor a un Movimiento por la Templanza ficticio del siglo XIX, un movimiento radical contra el consumo de las bebidas alcohólicas que aparece en la película de vaqueros de Errol Flynn y Olivia de Havilland de 1939 Dodge City, dirigida por Michael Curtiz. Su primer álbum, de título homónimo, utilizó un dibujo de Norman Rockwell del Saturday Evening Post que mostraba a un vaquero veterano y cansado llamado Luke, que aparecería en las portadas de todas las grabaciones de la banda a partir de entonces. En 1975, lograron su mayor éxito con el sencillo "Amie", una canción que apareció originalmente en su segundo álbum de 1972, Bustin' Out. 
Pure Prairie League logró cinco LP consecutivos en el Top 40 en la década de 1970 y agregó un sexto en la década de 1980. Se disolvieron en 1988, pero se reagruparon en 1998 y continúan actuando. La formación ha sido fluida a lo largo de los años, sin que ningún miembro haya servido en toda la historia de la banda. La formación más reciente de la banda está formada por Call, el baterista Scott Thompson, el tecladista/guitarrista Randy Harper, el guitarrista Jeff Zona y el bajista Jared Camic. Otros músicos notables que han tocado con Pure Prairie League incluyen a los guitarristas Vince Gill, Gary Burr y Curtis Wright.

## Historia
La banda se formó en Waverly, Ohio, en 1970 y tuvo su primer éxito mientras estaba radicada en Cincinnati. Craig Fuller, Tom McGrail, Jim Caughlan y John David Call habían tocado juntos en varias bandas desde la escuela secundaria, en particular Vikings, Omars, Sacred Turnips y Swiss Navy.
En 1970, la primera formación de Pure Prairie League estaba formada por Fuller, McGrail, el cantante, compositor y guitarrista George Ed Powell (un popular cantante de folk de Cincinnati), Phill Stokes (bajista en las bandas de Columbus Sanhedrin Move y JD Blackfoot), Robin Suskind (un popular profesor de guitarra en el barrio de la Universidad de Cincinnati, con la guitarra y mandolina) y John David Call, que se unió a la banda más tarde ese año. La steel guitar de Call agregó credibilidad country a la banda y provocó duelos de guitarras con Fuller que crearon su sonido característico. Alcanzaron la popularidad como la banda de la casa en New Dilly's Pub en la sección Mt. Adams de Cincinnati.
A mediados de 1971, McGrail y Stokes dejaron la banda para ensayar con Bill Bartlett, pero no pudieron formar una banda viable. Jim Caughlan, que había tocado la guitarra y la batería con Fuller, Call y McGrail en bandas anteriores, tomó el relevo en la batería, y Jim Lanham de California, exmiembro de The Yellow Payges y Country Funk, reemplazó a Stokes en el bajo. Suskind también se fue, poco después de la llegada de Caughlan y Lanham.
Al principio, Pure Prairie League buscaba la representación de artistas a nivel nacional y se puso en contacto con un conocido promotor de rock and roll de Cleveland, Roger Abramson. A instancias del roadie del grupo, Jim "Westy" Westermeyer (que también había trabajado para James Gang), Abramson vio a la banda en New Dilly's Pub y más tarde les firmó un contrato de representación. Abramson pudo conseguir un contrato con RCA Records. Luego colocó a Pure Prairie League como teloneros en muchos de los conciertos que produjo en ese momento.
Su primer álbum homónimo utilizó una portada del Saturday Evening Post de Norman Rockwell de 1927, que mostraba a un vaquero desgastado llamado Sad Luke, que aparecería en la portada de cada grabación de Pure Prairie League a partir de entonces. Después de lanzar su álbum debut (grabado en la ciudad de Nueva York) en marzo de 1972 y embarcarse en una gira nacional, Call, Caughlan y Lanham dejaron la banda.
En ese momento, Pure Prairie League le debía a RCA otro álbum y Craig Fuller aceptó grabar el segundo disco en el estudio de RCA en Toronto con la ayuda de George Ed Powell y Bob Ringe (quien también había producido el primer álbum). Al Brisco tocó la pedal steel guitar en la sesión. Bustin' Out (que comenzó en el verano de 1972) fue producido por Ringe y contó con las canciones de Fuller y Powell. Billy Hinds de Cincinnati se unió a la banda en la batería y el amigo de Hinds, Michael Connor, tocó el piano en la mayoría de las sesiones y se convertiría en un habitual en la formación de Pure Prairie League en los años venideros. Mick Ronson agregó arreglos de cuerdas a varias pistas, más notablemente "Boulder Skies" y "Call Me Tell Me". Michael Reilly, quien se convertiría en el bajista y líder de la banda durante mucho tiempo, se unió a principios de septiembre de 1972, poco después de que se completara el disco. Bustin' Out se lanzó en octubre de 1972.
Reilly explica cómo llegó a involucrarse con PPL:
«Yo era de Fort Thomas, Kentucky, cerca de la frontera con Ohio. Cuando tenía 14 años fui a Sears y compré un bajo Danelectro Silvertone, aprendí a tocarlo, reuní a un par de chicos y formamos una banda llamada Marc IV. Tocamos en clubes de natación y bailes de baile y cosas así en 1964. Finalmente me uní a la última encarnación de The Lemon Pipers (famosos por "Green Tambourine"). No estaba en las grabaciones originales y no estaba de gira con la banda original, pero eran de la misma zona de donde yo era: Oxford, Ohio. Cuando era adolescente, solía tocar en los bares de Oxford todos los fines de semana y conocía a todos los chicos que habían estado en esa banda. Bill Bartlett era un gran guitarrista y Dale Brown era el cantante principal. Finalmente me mudé a Woodstock, Nueva York y estuve en una banda llamada Robert Lee Band con este cantautor de Florida llamado Robert Lee. Michael Conner y Billy Hinds, el pianista y baterista de Pure Prairie League, vivían allí. También en Woodstock, y tuvimos la oportunidad de grabar un álbum en Londres. "Amie" se grabó en el verano de 1972 y se lanzó alrededor de la Navidad de 1972 o enero de 1973. Pero habíamos comenzado a hacer giras para ese álbum en septiembre de 1972. El primer espectáculo que toqué con Pure Prairie League fue el Día del Trabajo de 1972 y fue en el Erie Canal Soda Pop Festival en Bull Island, Illinois. La mayoría de la alineación de Woodstock, junto con 300.000 personas, estaban allí, ¡así que fue una gran manera de comenzar! Firmamos con una agencia de contratación en Minneapolis llamada Variety Artists International, y eran uno de los agentes de contratación de universidades más grandes del país. Así que salimos y comenzamos a hacer giras en diferentes universidades haciendo 250-275 espectáculos al año durante ocho años seguidos, más o menos. Eso fue todo, básicamente, fuimos nosotros los que metimos "Amie" en la garganta de cada estudiante universitario. Además, muchos chicos de la universidad en ese momento querían aprender a tocar la guitarra y “Amie” era una canción bastante fácil de aprender para ellos, por lo que se convirtió en un popular éxito universitario. Todas las estaciones de radio universitarias comenzaron a ponerla, y luego otras estaciones de radio también la retomaron, así que RCA finalmente se animó y dijo: "Tenemos que encontrar a estos tipos y ver qué está pasando».
Poco después de la gira de "Bustin Out", el grupo regresó a Ohio y Fuller tuvo que enfrentarse a un juicio por cargos de evasión del servicio militar en Kentucky. Pero antes de que se le pudiera conceder el estatus de objetor de conciencia, fue sentenciado a seis meses de cárcel y obligado a abandonar la Pure Prairie League en febrero de 1973. En ese momento, RCA abandonó la banda y su futuro parecía sombrío.
En agosto de 1973, los miembros de la banda estaban en Cincinnati y lograron persuadir a Call para que regresara. Fuller, aunque ya había salido de prisión, estaba trabajando en el turno de noche en un hospital comunitario para satisfacer sus requisitos de CO y no estaba dispuesto a volver a la banda (finalmente, el presidente Gerald Ford le concedería un indulto total). Reilly asumió como líder de la banda y trajo a su amigo Larry Goshorn (voz, guitarras) para reemplazar a Fuller en noviembre de 1973. Goshorn había tocado en una popular banda de Ohio llamada Sacred Mushroom.
Pure Prairie League salió de gira y comenzó a tocar en vivo constantemente, principalmente en el noreste, el medio oeste y el sudeste. Como relata Reilly, como resultado de su apretada agenda, particularmente en las universidades, sus canciones se hicieron muy conocidas; "Amie" (la oda de Craig Fuller a una relación intermitente), del segundo álbum, se convirtió en una de sus favoritas.

## Período de éxito
A medida que "Amie" fue ganando popularidad, las estaciones de radio comenzaron a recibir pedidos de la canción. Como resultado, RCA reeditó los álbumes Bustin' Out y Pure Prairie League y editó el sencillo "Amie". Alcanzó el puesto n.° 27 en abril de 1975, justo cuando se estaba produciendo un pequeño resurgimiento del bluegrass en los campus universitarios del medio oeste.
RCA volvió a contratar a Pure Prairie League, que se mudó a Los Ángeles y grabó su tercer álbum, "Two Lane Highway", que se lanzó en junio de 1975. Contó con apariciones especiales de Chet Atkins, el violinista Johnny Gimble, Don Felder de The Eagles y Emmylou Harris, quien hizo un dueto con la banda en la canción "Just Can't Believe It", que recibió mucha difusión en las estaciones de música country. Highway fue el "charter" más alto de la banda en el puesto n.° 24, y "Bustin' Out" alcanzó el estatus de disco de oro. "That'll Be The Day", una versión del éxito de 1957 de Buddy Holly & the Crickets, fue su única aparición en las listas de música country en el puesto n.°&nbsp96 en 1976. Con ello se inició una serie de cinco lanzamientos consecutivos de álbumes Top 40, ya que "If the Shoe Fits" (enero de 1976), "Dance" (noviembre de 1976) y "Live, Takin' the Stage" (septiembre de 1977) llegaron al Top 40.
En 1977, Call se fue debido a problemas de espalda cada vez más graves. El hermano de Larry Goshorn, Tim, se unió a tiempo para grabar "Just Fly" (marzo de 1978). Pero en 1978 hubo un éxodo masivo cuando los Goshorn se fueron para formar su propio grupo, The Goshorn Brothers, y Powell, el último miembro original que quedaba, se retiró de la carretera para dirigir su granja de cerdos en Ohio. Sin embargo, el grupo siguió adelante, ya que Reilly rápidamente trajo miembros temporales, el rockero country californiano Chris Peterson (voz, guitarra) y el técnico de sonido del grupo, Jeff Redefer (guitarra), para tocar en algunos shows hasta que pudieran encontrar nuevos músicos permanentes.
En septiembre de 1978, las audiciones llevaron a la contratación de Vince Gill (voz, guitarras, mandolina, banjo, violín).  Otras audiciones trajeron a Steven Patrick Bolin (voz, guitarras, flauta) en enero de 1979. Esta formación renovada grabó "Can't Hold Back" (junio de 1979), que resultó ser el último para RCA. El saxofonista Jeff Kirk acompañó a la banda en algunas de sus fechas durante la gira de 1979.
Casablanca Records, que en ese momento estaba tratando de restarle importancia a su reputación como sello principalmente discográfico, fichó a Pure Prairie League y otros grupos no bailables para su plantilla en 1980. En enero, el guitarrista Jeff Wilson llegó para reemplazar a Bolin, y el siguiente lanzamiento de la banda, "Firin' Up" (febrero de 1980) generó los éxitos "Let Me Love You Tonight" y "I'm Almost Ready", ambos cantados por Gill, con acompañamiento de saxofón de David Sanborn. Un segundo lanzamiento de Casablanca, "Something in the Night" (febrero de 1981), mantuvo a Pure Prairie League en las listas con "Still Right Here in My Heart". Sin embargo, como quiso el destino, Casablanca finalmente se declaró en quiebra y fue vendida a Polygram Records. Polygram luego eliminó la mayor parte de la lista de Casablanca, incluida Pure Prairie League. 
Tanto Gill como Wilson se marcharon a principios de 1982, y Gill siguió una exitosa carrera en solitario en el country.

## Años posteriores
A pesar de no tener un contrato discográfico, el grupo seguía siendo solicitado como grupo en vivo y tocaba en clubes y festivales al aire libre.
Tim Goshorn regresó en 1982 y Mike Hamilton (voz, guitarras, de la banda de Kenny Loggins ) también se unió el mismo año y estuvo allí durante seis meses (hasta mediados de 1982) y se unió nuevamente en 1987 para la gira y para la grabación de "Mementos". Al Garth (voz, instrumentos de viento, violín, teclados), otro exalumno de Loggins (Loggins & Messina, también Poco y Nitty Gritty Dirt Band), también se unió, de 1982 a 1985.
El veterano baterista Billy Hinds se retiró de la gira en 1984. Primero lo sucedió Merel Bregante (también ex-Loggins & Messina y Nitty Gritty Dirt Band) y luego Joel Rosenblatt (1985-1986) y Steve Speelman (ex-Steele) (1986-1988). El saxofonista Dan Clawson reemplazó a Garth en 1985 y Gary Burr (voz, guitarras) fue miembro de la banda entre 1984 y 1985.
1985 también vio el regreso del cofundador del grupo, Craig Fuller (quien había liderado los grupos American Flyer y Fuller/Kaz a mediados y fines de la década de 1970, después de haber regresado a la música).
"Mementos 1971-1987", que contenía regrabaciones de su material más conocido más cuatro canciones nuevas, fue lanzado en el pequeño sello Rushmore en diciembre de 1987 y fue grabado en Ohio, donde la banda había regresado a su base de operaciones. Contó con apariciones especiales de muchos de los exalumnos de la banda, incluidos Gill, Powell, los Goshorns, Call, Burr, Rosenblatt y Mike Hamilton.
En 1988, la banda decidió separarse. Fuller, que ya se había unido a Little Feat reformado en 1987, tocó con Pure Prairie League en sus últimos shows en la primavera de 1988.

## Renacimiento
Una década después (en 1998), Pure Prairie League volvió con una formación formada por Fuller, Connor, Reilly, Burr, Fats Kaplin (pedal steel guitar, mandolina, banjo, violín, acordeón, washboard) y Rick Schell (voz, batería, percusión). Después de dos años, Curtis Wright (voz, guitarras) sucedió a Burr en junio de 2000 y el grupo comenzó a trabajar en un nuevo álbum en 2002, pero abandonó las sesiones y se separó de nuevo después de que Schell se ocupara de otros proyectos.
Michael Connor murió después de una larga batalla contra el cáncer en 2004, a los 54 años. Después de la muerte de Connor, el grupo reanudó las giras una vez más con Fuller, Reilly, Schell, Wright y Kaplin (cuando estaba disponible) y lanzó "All in Good Time" en noviembre de 2005. Su primer álbum en 18 años, este lanzamiento apareció en el pequeño sello Drifter's Church.
Desde entonces, Pure Prairie League ha seguido de gira, tocando un puñado de shows cada año. Donnie Lee Clark reemplazó a Curtis Wright a fines de 2006 después de que Wright se uniera a la banda de Reba McEntire. Mike Reilly fue marginado en 2006 después de que se vio obligado a someterse a un trasplante de hígado. Jack Sundrud (de Poco) entró para reemplazar a Reilly. Rick Plant también hizo una breve temporada con ellos en el bajo antes de mudarse a Australia a fines de 2006. Jeff "Stick" Davis (de Amazing Rhythm Aces) se sentó en el bajo para Mike en 2007. En mayo de 2007 Reilly apareció en algunos shows y tocó la guitarra, pero no pudo regresar a tiempo completo hasta 2008. John David Call tocó algunos conciertos en 2006 y 2007, reemplazando a Kaplin, y regresó a la banda a tiempo completo en junio de 2010.
En mayo de 2011, se anunció, a través del sitio web de Pure Prairie League, que Fuller no aparecería en todos los shows de la banda ese año, ya que decidió tomarse un descanso de las giras. Terminó abandonando el grupo nuevamente por completo en 2012. El 10 de febrero de 2012 en The Syndicate en Newport, Kentucky, Fuller, su hijo Patrick, Tommy McGrail y George Ed Powell (un invitado frecuente en sus shows de Ohio en los últimos años) subieron al escenario para unirse a la formación actual de Pure Prairie League de John David Call, Mike Reilly, Rick Schell y Donnie Lee Clark. En mayo de 2012, Scott Thompson (voz, batería, percusión) reemplazó a Rick Schell, quien se fue para continuar haciendo crecer su negocio inmobiliario.
El exmiembro Tim Goshorn (nacido el 27 de noviembre de 1954) murió en su casa en Williamstown, Kentucky, después de una lucha contra el cáncer el 15 de abril de 2017, a los 62 años.
En 2018, el grupo agregó al miembro adicional Randy Harper en voz, guitarra y teclados. El hermano de Tim Goshorn, Larry, que había tocado con Pure Prairie League de 1973 a 1978, también fue víctima de cáncer y murió el 14 de septiembre de 2021.
En 2021, el bajista Mike Reilly se retiró de la gira debido a problemas de salud y el veterano de quince años Donnie Lee Clark también se fue, allanando el camino para los nuevos miembros Jared Camic (voz, bajo) y Jeff Zona (voz, guitarra). Reilly regresó brevemente en febrero de 2022 como invitado especial en el Rock Legends Cruise.
En diciembre de 2024, Pure Prairie League lanzó Back on Track, su primer álbum en casi dos décadas.
La banda apoya una serie de iniciativas benéficas, entre ellas la actual serie de conciertos BurghSTOCK de Pittsburgh.

## Discografía

### Álbumes
| Año  | Álbum                              | Puesto en las listas | Puesto en las listas | Puesto en las listas |
| Año  | Álbum                              | US                   | US Country           | CAN                  |
| ---- | ---------------------------------- | -------------------- | -------------------- | -------------------- |
| 1972 | Pure Prairie League                | -                    | -                    | -                    |
| 1972 | Bustin' Out                        | 34                   | -                    | 24                   |
| 1975 | Two Lane Highway                   | 24                   | -                    | 68                   |
| 1976 | If the Shoe Fits                   | 33                   | -                    | 89                   |
| 1976 | Dance                              | 99                   | 39                   | -                    |
| 1977 | Live, Takin' the Stage             | 68                   | 34                   | 58                   |
| 1978 | Just Fly                           | 79                   | -                    | 70                   |
| 1979 | Can't Hold Back                    | 124                  | -                    | -                    |
| 1980 | Firin' Up                          | 37                   | -                    | 78                   |
| 1981 | Something in the Night             | 72                   | -                    | -                    |
| 1987 | Mementos 1971-1987 (re-recordings) | -                    | -                    | -                    |
| 1995 | Best Of (Casablanca)               | -                    | -                    | -                    |
| 1998 | Greatest Hits (RCA)                | -                    | -                    | -                    |
| 2005 | All in Good Time...                | -                    | -                    | -                    |
| 2024 | Back on Track                      |                      |                      |                      |

## Miembros

### Anteriores

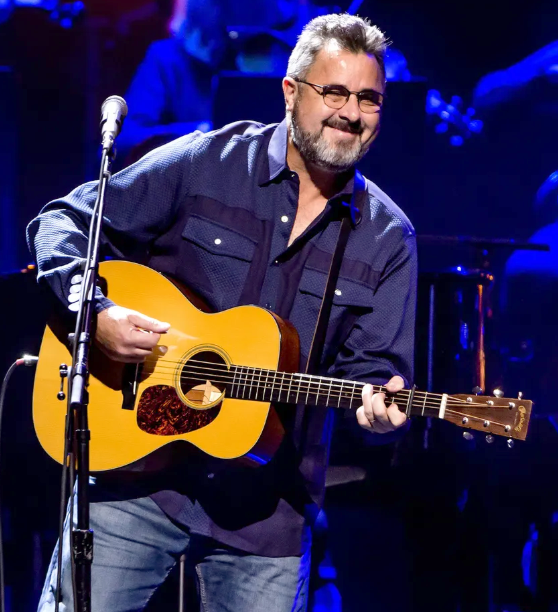
Vince Gill tocando con los Eagles en febrero de 2019

- Craig Fuller - voz, guitarra principal, bajo (1970-1973, 1985-1988, 1998-2002, 2004-2012)
- George Ed Powell: voz, guitarra rítmica, guitarra principal (1970-1978; invitado ocasional en espectáculos de Ohio desde 1998)
- Phill Stokes - bajo (1970-1971)
- Robin Suskind - guitarra, mandola (1970-1971)
- Tom McGrail - batería (1970-1971)
- Jim Caughlan - batería, guitarra (1971-1972)
- Jim Lanham: bajo, coros (1971-1972)
- Billy Hinds - batería, percusión (1972-1984)
- Michael Reilly: voz, bajo, guitarra y mandolina (1972-1988, 1998-2021)
- Michael Connor: piano, teclados, sintetizadores (1972-1988, 1998-2004; falleció en 2004)
- Larry Goshorn: voz, guitarras (1973-1978; falleció en 2021)
- Tim Goshorn - voz, guitarra (1977-1978, 1982-1988; falleció en 2017)
- Vince Gill - voz, guitarras, banjo, mandolina, violín (1978-1982)
- Steven Patrick Bolin: voz, guitarras, flauta (1979-1980)
- Mike Hamilton: voz y guitarra (1982 y 1987)
- Al Garth: voz, saxofón, instrumentos de viento, violín, teclados (1982-1985)
- Merel Bregante - batería (1984-1985)
- Gary Burr - voz, guitarras (1984-1985, 1998-2000)
- Joel Rosenblatt - batería (1985-1986)
- Dan Clawson - saxofón (1985-1988)
- Steve Speelman - batería (1986-1988)
- Rick Schell - voz, batería, percusión (1998-2012)
- Jeff Wilson - guitarras (1980-1982)
- Fats Kaplin : pedal steel guitar, mandolina, banjo, violín, acordeón, washboard (1998-2010)
- Curtis Wright : voz y guitarra (2000-2006)
- Donnie Lee Clark: voz y guitarra (2006-2021)

### Actuales
- John David Call: pedal steel guitar, banjo, dobro (1970-1972, 1973-1977, 2010-presente; invitado 2006-2007)
- Scott Thompson: voz, batería, percusión (2012-presente)
- Randy Harper: voz, teclados, guitarra (2018-presente)
- Jared Camic - voz, bajo (2021-presente)
- Jeff Zona - voz, guitarra (2021-presente)